# Acanthoceto marinus
Acanthoceto marinus är en spindelart som beskrevs av Ramírez 1997. Acanthoceto marinus ingår i släktet Acanthoceto och familjen spökspindlar. Inga underarter finns listade i Catalogue of Life.